# Pico do Barbado
O Pico do Barbado é o pico mais alto da Bahia e do Nordeste brasileiro,  com 2 033 metros de altitude.
Está localizado no limite entre os municípios de Rio do Pires e Abaíra, na Bahia. É uma formação geológica de rara beleza e se encontra na Área de Proteção Ambiental da Serra do Barbado devido a sua exuberante riqueza botânica. É parte integrante da Chapada Diamantina.